# Красный Зеленчук
Красный Зеленчук — хутор в Тбилисском районе Краснодарского края.
Входит в состав Ванновского сельского поселения.

## География
Расположен на реке Зеленчук 2-й.

### Улицы
- ул. Магазинная,
- ул. Почтовая,
- ул. Школьная.

## Население
| 2002 | 2010 |
| ---- | ---- |
| 205  | ↘200 |